# Гриндель (Золотурн)
Гриндель (нем. Grindel SO) — коммуна в Швейцарии, в кантоне Золотурн. 
Входит в состав округа Тирштайн. Население составляет 482 человека (на 31 декабря 2007 года). Официальный код — 2617.

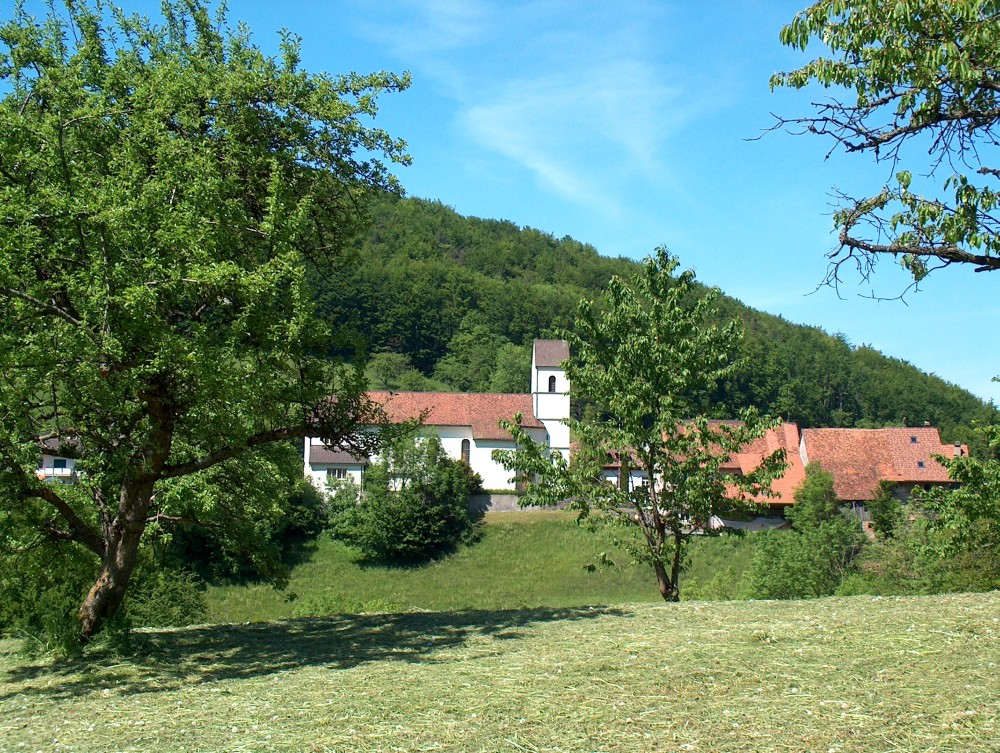
Церковь